# Le Château de Hurle
Le Château de Hurle (titre original : Howl's Moving Castle) est un roman de fantasy de Diana Wynne Jones, publié en 1986. Il est le premier tome de la trilogie qui tourne autour de Hurle et Sophie. L'édition moderne de 2020 a nommé cette trilogie : la trilogie de Hurle.
L'article présenté ci-dessous suit la traduction de l'édition PoketJeunesse publiée en 2005 et traduit par Anne Crichton. Dans celle de 2020, traduit par Alex Nikolavitch, l'histoire reste la même, seuls les noms changent (voir en bas de l'article "remarques").

## Contextualisation
Avant le récit :
- Il y a une centaine d'années, une sorcière puissante établit un pacte avec un démon du feu.

- Le roi (le grand-père du roi actuel) exile la sorcière dans le désert.
- Il y a 17 ans: 
  - Naissance de Sophie et Lettie Chapelier.
  - Mort de leur mère lorsque Sophie a deux ans.
  - M. Chapelier épouse Fanny. Naissance de Martha.
  - Hurle fait son apprentissage de magicien auprès de Mme Tarasque.
- Il y a 5 ans:
  - Peu après son installation aux Havres, Hurle établit un pacte avec un démon du feu, Calcifer.
  - Hurle, qui vient d'ouvrir boutique de magie aux Havres, recueille Michael, un orphelin âgé de 10 ans.
- Il y a un an:
  - Disparition de l'enchanteur Suliman, qui s'était rendu dans le désert pour affronter la sorcière.

Hurle est un magicien puissant, connu à Halle-Neuve pour arracher le cœur des jeunes filles qu'il courtise. Il est donc redouté dans toute la ville.

### Résumé de l'histoire[2]
Sophie Chapelier a 18 ans. Elle est l'aînée de trois sœurs vivant à Halle-Neuve, une ville du royaume d'Ingary dans lequel la magie fait partie intégrante de la vie. Sophie, étant l'ainée, est persuadée que son destin est scellé et qu'elle ne réussira jamais à accomplir de grandes choses. Ses deux sœurs, Lettie et  Martha, ayant été envoyées en apprentissage après la mort de leur père, Sophie est résignée à un avenir ennuyant à la tête de la chapellerie familiale, où elle travaille sous les ordres de sa belle-mère Fanny. 
En allant voir sa petite sœur Lettie à la pâtisserie, le jour de la Fête de Mai, Sophie fait la rencontre d'un homme très beau mais aussi très étrange. Le lendemain, sa vie bascule lorsque la puissante sorcière de désert fait irruption dans la boutique et transforme la jeune fille en une vieille dame de quatre-vingt-dix ans. Sophie quitte alors la boutique et trouve du travail en tant que femme de ménage dans le château du magicien Hurle. Durant son aventure, elle rencontre un épouvantail, en le touchant, elle lui redonne vie sans le savoir. Cet épouvantail est sûrement un serviteur de la sorcière.
Au château, elle conclut un marché avec le démon du feu de Hurle, Calcifer : si elle rompt le contrat établi entre eux, alors le démon lui rendra sa forme originelle. Une partie du contrat, cependant, stipule qu'aucun des protagonistes ne peut divulguer la clause principale, laissant à Sophie le soin la résoudre elle-même. Elle rencontre également Michael, âgé de 15 ans, un orphelin devenu l’apprenti magicien de Hurle.
Sophie apprend que Hurle est une personne plutôt égocentrique, inconstante, poltron, d'humeur joyeuse et qu'il répand des rumeurs malveillantes sur lui-même afin d'éviter le travail et les responsabilités. La porte de son château est en fait un portail qui s'ouvre sur quatre endroits : Magnecourt, la capitale royale d'Ingary; la maison d'enfance du magicien au Pays de Galles; à Halle-Neuve; et aux Havres. Michael Marin dirige la plupart des affaires quotidiennes de la boutique de magie de Hurle tandis que celui-ci poursuit ses diverses conquêtes féminines à tous les endroits cités. Sophie apprend également que Hurle courtise sa sœur Lettie (tandis que Michael courtise Martha) et celle-ci a envoyé un « homme-chien » afin de protéger sa sœur du magicien. Il s'avère être en fait Percivial, un homme étrange à qui il manque des souvenirs.
Lorsque le prince Justin, le frère cadet du roi, disparaît alors qu'il cherchait le sorcier Suliman, le roi ordonne à Hurle de les retrouver tous les deux et de tuer la sorcière du désert. Hurle, cependant, veut éviter la sorcière : l'ayant courtisée puis abandonnée, celle-ci lui a jeté une sombre malédiction avec l'aide de Miss Angorianne, institutrice du neveu de Hurle et supposée fiancée du magicien Suliman. Il réussit avec succès à l'éviter jusqu'à ce qu'elle attire Sophie dans un piège.
Croyant que Miss Angorianne a été capturée par la sorcière, Sophie va la sauver puis est capturée à son tour. Hurle, qui passait des heures dans la salle de bain tous les jours afin d'être le plus beau et le plus attirant possible (Michael avait même dit que, le jour où il ne le ferait pas, alors il sera réellement tombé amoureux), débarque dans le château de la sorcière, la coiffure en désordre, afin de sauver Sophie. Il tue la sorcière et c'est ainsi qu'on apprend que Miss Angorianne est en fait le démon du feu qui a pactisé avec la sorcière du désert. Celui-ci avait pris le contrôle de la sorcière et tentait de créer un « humain parfait » en fusionnant le sorcier Suliman et le prince Justin. Il devait être complété de la tête de Hurle.
Au château, Miss Angorianne s'empare de Calcifer afin de capturer le cœur de Hurle. Le magicien avait donné son cœur à Calcifer en échange de ses pouvoirs : le cœur gardait Calcifer en vie et, en retour, Calcifer mit sa magie à la disposition de Hurle. C'étaient les termes du contrats. Sophie utilise alors sa capacité à donner vie aux objets pour libérer Calcifer, rompant ainsi le contrat.
Son cœur retrouvé, Hurle détruit le démon du feu de la sorcière, libérant ainsi Suliman et le prince Justin. Calcifer, comme promis, brise le charme de Sophie et elle retrouve sa jeunesse. Il s'enfuit tout de suite après, heureux d'avoir retrouvé sa liberté. Hurle s'était rendu compte très tôt que Sophie était ensorcelée et il avait secrètement tenté d'éliminer la malédiction sans que Sophie ne s'en rende compte.
À la fin du livre, Hurle et Sophie se regardent amoureusement main dans la main ne s'occupant plus du reste, puis Calcifer revient, préférant rester avec ses amis, et ensuite, il pleut à Halle-Neuve.

## Lieux de l'action
- Halle-Neuve (Marché-au-copeaux), une ville prospère du pays d'Ingarie, environnée de collines. C'est ici que se trouve la boutique des Chapelier. La rumeur court que  le magicien Hurle dévore le cœur des jolies jeunes filles.
- Magnecourt (Fort-Royal), la capitale du royaume d'Ingarie. Avec ses riches maisons aux façades ornées de bas-reliefs peints et ses tours. Elle offre un décor « d'une splendeur inimaginable ». Située dans le sud du pays, le climat y est chaud.
- Les Hauts de Méandre (Hauts-Méandres), Village où se trouve la maison de Mme Annabel Bonnafé (Blondin).
- Les Havres (Port-Havre), une cité portuaire. Le climat y est pluvieux et propice au brouillard. Aux abords de la ville s'étendent de vastes marais.
- Le Pays de Galles, pays natal de Hurle. Sa sœur, sa nièce, son neveu et son beau-frère y vivent.

## Fêtes et objet magique
- Fête de Mai: à l'occasion de cette fête, la population porte ses plus beaux vêtements. Elle donne lieu à des feux d'artifice.
- Fête de la Saint-Jean: fête populaire, proche du solstice d'été. On confectionne à cette occasion des couronnes de fleurs.
- Bottes de sept lieues: objet magique qui permet de parcourir sept lieues en une enjambée crée par Hurle lui-même. Sophie et Michael les utilise pour aller espionner Hurle chez Mme Bonnafé.

## Personnages
- Sophie Chapelier : jeune fille de 18 ans, héroïne de l'histoire. Elle part chercher fortune lorsque la sorcière du désert l'a transformé en vieille dame. Elle finit par tomber amoureuse de Hurle et reste vivre avec lui dans son château. Sans le savoir, elle est capable de donner vie aux objets, notamment aux chapeaux qu'elle confectionne, ce qui lui vaut une grande popularité (elle permet aussi à l'épouvantail de retrouver l'usage de la parole).
- Lettie Chapelier : est dotée d'une extrême beauté. Contrairement à ce qu'on peut penser, Lettie est très intelligente et possède un fort caractère. Sa belle-mère, Fanny, l'envoie en apprentissage dans la pâtisserie des Savarin. Elle échange sa place avec sa sœur Martha à l'aide d'un sort. Elle fut courtisée par Hurle sans ce que cela ne soit réellement sérieux. À la fin du livre, elle devient l'élève du magicien Suliman.
- Martha Chapelier : demi-sœur de Sophie et Lettie. Martha souhaite se marier et avoir beaucoup d'enfants. Elle a été envoyée en apprentissage avec la magicienne Mme Bonnafé. Elle sort tout au long du roman avec Michael. Grâce à un sortilège, elle échange sa place avec Lettie sa demi-sœur, c'est ainsi qu'elle fit la connaissance de Michael.
- Hurle: né Hubert Berlu, il est connu sous les noms de Berlu (Jenkins dans la nouvelle traduction) aux Havres, le magicien (mage) Hurle à Halle-Neuve ou l'enchanteur Pendragon à Magnecourt et l'horrible Hurle au château. Il a appris l'art de la magie auprès de Mme Tarasque (p. 155). Il est âgé de 27 ans[3]. Élégant et raffiné, il se parfume volontiers à la jacinthe, au chèvrefeuille ou à la gentiane. Il est de nature très lâche et joyeuse, il prend tout à la légère et déteste les responsabilités. Il courtise énormément de jeunes filles mais il s'en lasse très vite.
- Calcifer : démon du feu, résidant dans la cheminée de Hurle. Contrairement au démon de la sorcière du désert, Calcifer est un gentil démon, il apprécie sincèrement Hurle et ses amis. Il était à l'origine une étoile filante capturée par Hurle.
- Michael : un jeune garçon au service de Hurle, originaire des Havres. Après la mort de ses parents, il a été recueilli par Hurle et devient son élève. Il est chargé de la fabrication de petits sortilèges et sort avec Martha.
- Annabel Bonnafé (Blondin) : Camarade d'école de Fanny (la belle-mère de Sophie). Elle accepte de prendre en apprentissage sa plus jeune fille, Martha. Sa maison dans les Hauts de Méandre (traduction de 2005) est entourée d'un jardin « rempli de fleurs et bourdonnant d'abeilles » (p. 151). Elle produit des sortilèges à base de miel. Elle fut une apprentie de Mme Tarasque, la magicienne qui a également formé Hurle. Elle s'est rendu compte assez vite de l'échange des deux sœurs.
- Mme Tarasque (Scrofulaire) :  Magicienne à la retraite, âgée de 86 ans. Elle vit à Magnecourt, dans une grande maison élégante. Elle aime rester en contact avec ses anciens élèves. Influente auprès de la cour, elle a procuré à Suliman le poste de magicien royal. Hurle a été son dernier élève, « et de loin le meilleur »(p. 224). Ella a cessé d'enseigner, à l'âge de 83 ans, en raison de sa santé chancelante. Elle est tuée par la sorcière du désert car elle a refusé de donner des informations sur Hurle.
- Fanny Chapelier : est la deuxième épouse de M. Chapelier. Elle était la plus jeune et la plus jolie vendeuse du magasin de chapeaux. Elle est la mère de Martha mais elle adore Sophie et Lettie. Lorsqu'elle devient veuve, elle prend en charge la chapellerie et place Lettie et Martha en apprentissage et garde Sophie dans la boutique de chapeau. Peu de temps après la disparition de Sophie, elle épouse un homme riche, M. Martin (peut-être grâce à un chapeau charmé par Sophie) et déménage dans un grand manoir. Elle vend également la boutique de chapeaux à Hurle. Considérée comme égoïste et opportuniste par Lettie et Martha, elle n'en demeure pas moins aimante envers ses filles. Elle est réellement heureuse lorsqu'à la fin du livre elle retrouve Sophie.
- Le prince Justin : est le frère cadet du roi d'Ingary. Perturbé par la disparition de Suliman, il part à sa recherche puis disparaît. Le roi d'Ingary décrit Justin comme un brillant général de guerre, son absence risquerait de causer du tort au royaume si le conflit éclate contre Strangie et la Haute-Norlande. Il s'avère que son corps a été coupé en plusieurs morceaux par la sorcière du désert. L'homme-chien possédait des parties de son corps.
- Le sorcier Suliman (Soliman) : est le magicien royal et le conseiller personnel du roi d'Ingary. Il est originaire du Pays de Galles, comme Hurle, où il était connu sous le nom de Benjamin Sullivan. Il était l'avant-dernier élève de Mme Tarasque. Lorsque la sorcière menace la jeune fille du roi d'Ingary Valéria, il est envoyé au désert combattre la sorcière. Il commence alors à faire pousser des buissons et des fleurs pour tenter de camoufler ses pouvoirs mais la sorcière le captura. Il réussit néanmoins à envoyer l'essentiel de sa magie dans un épouvantail. La sorcière le mit en pièces et vendit son crâne et sa guitare. Elle réassemble ensuite son corps avec des parties de corps du prince Justin (la tête en particulier). Elle l'utilise pour découvrir des informations sur le Pays de Galles et Hurle. Puis, n'ayant plus besoin de lui, elle jette un sort qui le transforme en chien. À la fin du roman, il prend Lettie comme apprentie.
- Lily Angorianne est une institutrice très jolie au Pays de Galles qui prétend être la fiancée de Benjamin Sullivan. En tant que telle, elle refuse les avances de Hurle. Sophie croyait que Hurle était réellement amoureux d'elle. Elle se révèle plus tard être le démon de feu de la sorcière du désert. Elle tente de prendre le cœur de Hurle mais elle échoue et finit par mourir.
- La sorcière du désert (des Steppes) : bien avant le début du roman, la sorcière a attrapé une étoile filante qui est devenue son démon du feu. À cause de cela, la sorcière est devenue diabolique. Leur relation était parasitaire car le démon drainait sa magie. Cinquante ans avant les événements du roman, le père du roi actuel bannit la sorcière dans le désert à cause de sa magie noire. Un an avant les événements, le sorcier Hurle la séduit puis la quitte. De fureur et dans le but de récupérer sa tête pour en faire sa marionnette humaine, la sorcière le maudit afin qu'il soit forcé de retourner dans le désert, vers elle. Elle maudit ensuite Sophie par jalousie en la transformant en une vieille femme (elle l'a confondu avec Lettie). Hurle a passé une vie entière à se cacher de la sorcière tout en essayant de trouver le prince Justin et le sorcier Suliman. A la fin, Hurle tue la sorcière afin de sauver Sophie.

- Percival ou l'homme-chien est le valet de pied de la sorcière au début du roman. Construit à partir des restes de Suliman et du prince Justin, bien qu'elle l'appelle « Gaston », elle le maudit plus tard et il devient un chien. Pour cette raison, il est appelé «homme-chien»  par Sophie. Il peut brièvement se transformer en homme, mais il peut à peine aligner quelques phrases avant de redevenir un chien. Sous forme humaine, c'est un homme aux cheveux roux, nerveux, avec un costume marron froissé. Il vécut un bref instant avec Lettie et Mme Bonnafé avant d'être envoyé chez Sophie par Lettie.
- Mégane Berlu : grande sœur de Hurle. Elle vit au Pays de Galles avec ses deux enfants Neil et Marie et son mari Gareth. Elle semble très autoritaire et déçue par l'attitude de son frère.

## L'énigme du poème

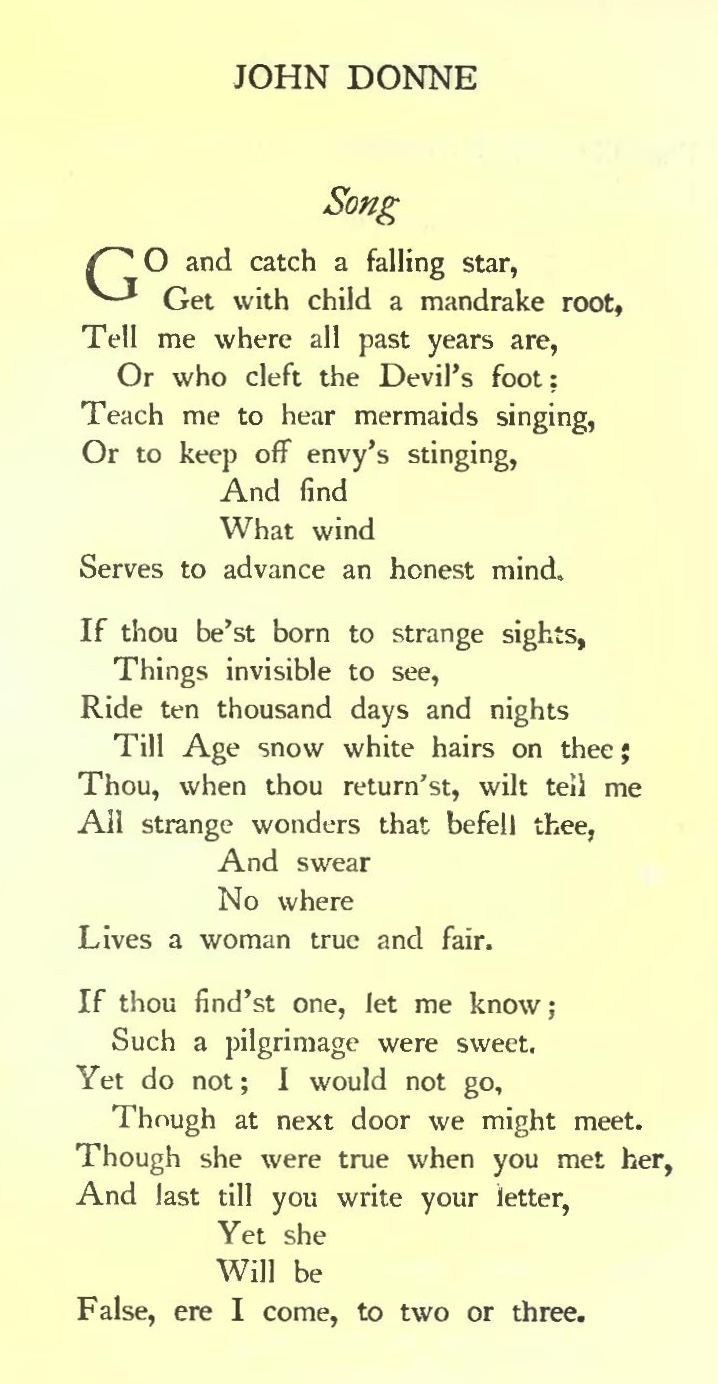
Le poème de John Donne, dans une édition de 1900 en anglais moderne.

Un poème est intégré dans l'intrigue, et joue un rôle significatif. Il s'agit du poème « Go and Catch a Falling Star » par John Donne (1572–1631). Dans le récit, ce poème est en fait la malédiction lancée par la sorcière du désert à Hurle.  

## Remarques
Dans la nouvelle traduction parue en 2020, l'orthographe de quelques noms change : Miss Angorianne devient Mlle Angorian, Mégane devient Megan, Marie devient Mari, Percivial devient Perceval et la pâtisserie des Savarin devient Cesari. Hurle Berlu devient maître Earl Jenkins (non plus Berlu) côté porte du port (aux Havres) par alignement sur le choix de l’adaptation des Studios Ghibli. L'histoire reste en revanche la même. Magnecour devient Fort-Royal et le magicien Sulliman devient Soliman. La sorcière des landes devient la sorcière des Steppes, les Havres deviennent Port-Havre et Mme Tarasque devient Mme Scrofulaire.

## Suites
Diana Wynn Jones a publié deux autres romans se déroulant dans le même univers que Le château de Hurle. Il s'agit d'histoires indépendantes, centrées sur d'autres personnages.
- Diana Wynne Jones, Le Château des nuages[5], 2020 [Castle in the Air, 1990]
- Diana Wynne Jones, La Maison aux mille détours, 2021 [House of Many Ways, 2008][6]

## Adaptations
- Le Château ambulant (ハウルの動く城, Hauru no ugoku shiro?), film d'animation de Hayao Miyazaki sorti en 2004.